# Блажовский, Мартин

Титульный лист «Tlvmacz Rokoszowy Powiatv Rvskiego». 1607 г.

Ма́ртин Блажо́вский (Блажевский) (пол. Marcin Błażowski; ? — около 1628) — польский писатель

, переводчик, издатель XVII века.

## Биография
Родился в XVI веке, предположительно, в с. Блажев (ныне Самборского района Львовской области Украины).
В 1606 году перевёл на польский язык продолжение «Энеиды» Вергилия — «Об Энее троянском» (O Aeneaszu trojańskim) книгу поэта XV века Маффео Веджио (лат. Maphaeus Vegius).
В 1607 году, во время рокоша Зебжидовского, встал на сторону короля Сигизмунда III. Тогда же написал стихотворный трактат «Tłumacz rokoszowy powiatu ruskiego» (Переводчик Рокошовый русинского повята). В 1608 году опубликовал и, вероятно, перевёл сборник переведенных с итальянского языка басен и притч Джованни Марии Вердидзотти «Setnik przypowieści uciesznych» (Краков, 1608), из которых несколько было переделано позднейшими польскими баснописцами.
В 1611 году им переведена на польский язык латинскую хронику Мартина Кромера «O sprawach, dziejach i wszystkich innych potocznościach koronnych polskich ksiąg XXX» («О делах, истории и всех других текущих событиях польских коронных книг XXX» (Краков, 1611), во втором издании в «Zbiór historyków polskich» ксендза Фр. Богомольца (Варшава, 1767).